# Edward Hyde, III conte di Clarendon
Edward Hyde, III conte di Clarendon (Inghilterra, 28 novembre 1661 – Chelsea, 31 marzo 1723), portò anche il titolo di Visconte di Cornbury tra il 1674 e il 1709 e tra il 1701 e il 1708 fu governatore del New Jersey e di New York.
Salì agli onori delle cronache quando, assieme a parte del suo esercito, abbandonò il cattolico re Giacomo II per sostenere il nuovo pretendente protestante al trono inglese, Guglielmo d'Orange. Le sue azioni innescarono la Gloriosa Rivoluzione, un cambio di governi senza spargimento di sangue. Come ricompensa venne successivamente nominato governatore del New Jersey e di New York dal 1701, rimanendo in carica fino al 1708.
La sua missione principale nelle colonie fu quella di proteggerle nel corso della guerra di successione spagnola (nota nelle Americhe come guerra della regina Anna 1701 – 1714). La sua amministrazione riuscì a impedire le incursioni francesi nei territori inglesi, ma ben presto dovette iniziare a fronteggiare dei contrasti interni.
Nel 1708, il governatore venne richiamato dalle colonie per essere nominato membro del consiglio privato della regina Anna in Gran Bretagna. La fortuna di lord Cornbury murò drasticamente con l'incoronazione del nuovo sovrano, Giorgio I, il 1º agosto 1714. Ormai caduto in disgrazia, si ritirò a Chelsea dove morì il 31 marzo 1723.
Si crede che mentre si trovava in servizio per la corona, amasse praticare il crossdressing.

## Biografia

### I primi anni
Edward Hyde nacque il 28 novembre 1661, unico figlio di Henry Hyde, II conte di Clarendon (a sua volta figlio di Edward Hyde, I conte di Clarendon) e di Theodosia Capell, figlia di Arthur Capell, I barone Capell di Hadham. Edward per parte di madre era nipote di Arthur Capell, I conte di Essex, mentre per parte di padre era nipote di Anna Hyde, prima moglie del futuro Giacomo II d'Inghilterra e cugino di Anna di Gran Bretagna. Dopo il secondo matrimonio del padre Edward andò a vivere presso Swallowfield Park nel Berkshire.
Il 23 gennaio 1675 Edward venne iscritto all'Università di Oxford solo un mese dopo la successione del padre la contea di Clarendon e l'acquisizione di Edward del titolo di visconte.
Nel 1688, lord Cornbury sposò lady Katherine O'Brien, unica figlia ed erede di Henry O'Brien, lord Ibrackan, la quale nel 1702 succedette alla madre al titolo di VIII baronessa Clifton.

### Il servizio militare e la Ribellione di Monmouth
Negli anni seguenti fece parte dell'esercito nel 1st The Royal Dragoons al comando di John Churchill. La morte di re Carlo II il 6 febbraio 1685 diede inizio alla contesa per il trono: Giacomo II era suo erede legittimo, ma era uno strenuo cattolico. Suo nipote, James Fitzroy, duca di Monmouth, era illegittimo ma di fede protestante. L'11 giugno 1685, il duca di Monmouth sbarcò in Inghilterra nella speranza di ottenere il supporto popolare per le sue pretese al trono.
Re Giacomo II nominò John Churchill quale secondo in comando delle armate realiste, mentre lord Cornbury venne promosso al comando del 1st The Royal Dragoons. La rebellion venne ben presto repressa, con i Royal Dragoons che ebbero un ruolo prominente negli scontri. Come ricompensa per l'ottimo servizio svolto, Cornbury ottenne un seggio al “The Loyal Parliament of 1685”.
La Ribellione di Monmouth spinse il re a rafforzare i suoi diritti sul paese. Monmouth venne decapitato, assieme a 320 altri suoi sostenitori. Altri 800 sostenitori vennero trasportati in esilio nelle Indie Occidentali. Il re chiese al parlamento di ritirare l'anti-cattolico Test Act, ed egli iniziò a piazzare dei cattolici come importanti figure di governo. Il padre di lord Cornbury, Henry Hyde, fu uno di quelli che vennero esclusi dal governo con queste purghe. Dopo che il parlamento si rifiutò di approvare tale legge, il re lo sciolse (2 luglio 1687) e pose il veto reale sulle future elezioni dello stesso.
La questione religiosa diede inizio ad una lotta tra il parlamento e la corona, sebbene l'atteggiamento ostile di Giacomo gli ritorse contro l'opinione popolare.

### La Gloriosa Rivoluzione del 1688
Il 18 giugno 1688, diversi importanti nobili inglesi inviarono una lettera a Guglielmo d'Orange richiedendo il suo intervento nella politica inglese dalla parte dei protestanti. In risposta, Guglielmo giunse a Brixham, (sudest dell'Inghilterra) il 5 novembre con più di 450 navi ed un totale di 15.000-18.000 uomini e 3660 cavalieri. I dragoni di lord Cornbury furono la prima unità militare realista ad entrare in contatto con le forze d'invasione senza ad ogni modo combatterle direttamente. A Sherborne venne combattuta una breve schermaglia il 20 novembre, ma poco dopo lord Cornbury decise di lasciare i realisti, passando dalla parte di Guglielmo d'Orange e portando con sé alcuni dei suoi dragoni. Quattro giorni dopo (24 novembre) il mentore di lord Cornbury, Lord Churchill, cambiò anch'egli bandiera.
Dalla fine di dicembre, re Giacomo aveva sciolto il suo esercito di combattenti e si era portato in esilio in Francia.
Con la partenza di Giacomo II, il Parlamento dibatté sul ruolo di Guglielmo, ovvero se dovesse essere proclamato re oppure principe consorte sotto il regno della regina Maria, legittima erede dell'ultimo sovrano. Lord Cornbury si schierò per piazzare sua cugina Anna dopo Maria nella successione, bypassando Guglielmo. Alla fine, il Parlamento si dimostrò favorevole a Guglielmo, il quale punì lord Cornbury licenziandolo dal suo reggimento (17 luglio 1689) e dal suo incarico cerimoniale di Master of Horse per il re di Danimarca (maggio 1690).
La regina Maria II morì nel 1694. Guglielmo III morì nel 1702, e pertanto la corona passò alla sorella minore di Maria, Anna. In quello stesso anno l'Inghilterra si trovò coinvolta in una guerra per evitare l'espansionismo coloniale francese nelle colonie americane (la Guerra di successione spagnola 1701–1714, nota nelle colonie americane come “Guerra della regina Anna”.)

### La guerra e la nomina a governatore di New York
La più fedele delle amiche della regina era Sarah Jennings Churchill, moglie di John Churchill, I duca di Marlborough. Lord Cornbury era nel contempo cugino di primo grado della regina Anna e protetto di John Churchill. Quando scoppiò la guerra, il duca di Marlborough venne posto al comando delle armate alleate sul continente europeo, mentre Cornbury venne inviato a New York per proteggere i possedimenti americani dalle minacce d'invasione mosse dalla Nuova Francia, uno dei possedimenti francesi in nord America. Nell'agosto del 1703, ottenne anche la responsabilità della gestione della Provincia del New Jersey.

#### La situazione nelle colonie di New York e del New Jersey
Colonizzata per prima dagli olandesi nel 1624, Nuova Amsterdam si era evoluta nel tempo in una serie di gruppi indipendenti tra loro. Importante per l'area era il commercio di pelli dai territori coloniali francesi sino all'area dei Grandi Laghi, attraverso il fiume Hudson e fino all'odierna New York, dove queste venivano caricate su vascelli olandesi e inglesi alla volta dell'Europa. Il sistema olandese del patroon aveva garantito un libero commercio lungo il fiume Hudson. Liberi da ogni persecuzione religiosa presente invece nel Vecchio Mondo, iniziarono così a crearsi degli insediamenti di puritani, quaccheri, presbiteriani, ugonotti francesi (calvinisti) ed ebrei.
Tutti questi territori dovettero arrendersi alla flotta inglese che fece capolino al porto di New Amsterdam il 27 agosto 1664. Nei contratti per il passaggio di sovranità, gli inglesi garantirono comunque libertà di religione e di commercio agli abitanti dell'area, diritti che furono poi confermati dal Trattato di Westminster (novembre 1674). La regione venne concessa a Giacomo, duca di York, ed a sua moglie, Anne Hyde come parte del loro patrimonio personale, mutando quindi il nome della capitale locale in New York.
Ma le promesse di tolleranza non vennero mantenute. Gli inglesi iniziarono subito con l'imporre tasse sui nuovi territori acquisiti ed il governo centrale dell'area passò sotto la sovranità di un governatore reale che impose subito un codice legale unificato. Molti di questi burocrati erano inoltre strenui anglicani e portarono con loro l'intolleranza che si respirava in patria. Il Parlamento inglese, per conto proprio, aveva inoltre approvato una serie di Navigation Acts (1651 e 1660) per imporre un limite di importazione di beni da parte dei vascelli inglesi.

##### La ribellione di Leisler
Quando re Giacomo II venne deposto nel 1688, i coloni americani videro l'opportunità di cambiare le loro sorti nei confronti dei dominatori inglesi. Un mercante calvinista tedesco di nome Jacob Leisler prese il comando della milizia locale, scacciò i responsabili governativi ed installò delle assemblee legislative (fu l'inizio della cosiddetta Ribellione di Leisler, 1689–1691). Queste azioni vennero viste come la vittoria del parlamento in ambo le parti dell'Atlantico.
Quando i commissari del re infine giunsero nelle colonie nel marzo del 1691, non approvarono le azioni di Leisler. Schiacciarono la ribellione, giustiziarono Leisler e ne confiscarono le proprietà (rendendolo nel contempo un martire della rivoluzione). La colonia si divise in fazioni pro-Leisler e anti-Leisler.
Per evitare che l'azione venisse vista troppo negativamente sul campo, venne fatta approvare dal parlamento inglese una legge nel 1695 con la quale si esonerava Leisler e venivano restaurati i suoi possedimenti di famiglia.
I sostenitori di Leisler erano perlopiù artigiani olandesi, "disertori" religiosi e piccoli commercianti locali che erano lontanamente alleati con il partito Whig inglese. Invocando i propri diritti come coloni, alcuni storici hanno suggerito che da essi probabilmente partì la miccia della successiva Rivoluzione Americana. Opposti a loro stavano i ricchi proprietari terrieri, le grandi compagnie mercantili e gli aristocratici inglesi. Gran parte dei membri di quest'ultima categoria erano strenui anglicani, realisti e membri del partito Tory.
Richard Coote, I conte di Bellomont, prestò servizio come governatore reale di New York dal 1695 al 1701. Da Whig, favorì la fazione pro-Leisler e nominò i membri di questa parte alle posizioni chiave nella colonia. Le sue politiche gli attirarono come prevedibile le ire degli aristocratici. Bellomont morì nel 1701 e venne rimpiazzato da lord Cornbury, aristocratico e strenuo anglicano della “High Church” , nonché aderente al partito Tory.

##### Commercio e pirateria
Grandi ricchezze viaggiavano sul fiume Hudson: pelli dalla Nuova Francia, legname dall'area di Albany, e prodotti provenienti da vaste piantagioni. Il commercio costituiva un'attività fondamentale per l'area e contribuì alla formazione della borghesia a New York.
Durante il secolo precedente, si erano già manifestate le prime presenze di briganti nell'area. Le città costiere come New York servivano da rifugio per i pirati. Ad esempio, il noto pirata capitano Kidd si sa che possedeva una grande casa a Pearl Street presso il mare ed aiutò a finanziare la costruzione della Trinity Church (Anglicana) in città. Kidd aveva avuto vita facile grazie al fatto che il governatore Bellomont era stato il suo principale sponsor finanziario, legittimando le sue attività con lettere di corsa (1695).
Ma la pirateria era un'arma a doppio taglio: i navigatori ordinari nell'area di New York lamentarono spesso la perdita dei loro carichi di valore a favore di pirati locali. Sul finire del XVII secolo, i governatori inglesi dell'area iniziarono a fare sempre maggiori pressioni per il controllo del mercato nero.
Il governatore Bellomont venne costretto a far arrestare il capitano Kidd al suo ritorno a New York nel luglio del 1699. Il pirata venne estradato a Londra e impiccato il 23 maggio 1701.

#### L'arrivo del governatore Cornbury a New York (maggio 1702)
Al suo arrivo, il nuovo governatore ispezionò subito l'anello di forti difensivi della città e li trovò in grave stato di abbandono. La chiave difensiva dell'area era il forte di Albany che venne descritto così: “Il forte è in condizioni miserevoli. È un forte di circa centoventi piedi di lunghezza e settanta di larghezza. Le sue palizzate sono perlopiù marce. Non vi sono più di 23 cannoni in tutto il forte, molti dei quali sono inservibili.”
Il governatore immediatamente licenziò il colonnello Wolfgang William Römer, l'ingegnere imperiale assunto per mantenere i forti, assumendo personalmente la direzione dei lavori del vasto progetto per la costruzione di un grande forte in pietra (poi rinominato Fort Frederick). Due mesi dopo fece rapporto ai Lords of Trade inglesi: "Ho portato a termine il mio compito nel giro di poche settimane, ciò che [Römer] non ha compiuto in un anno e mezzo."
Nell'agosto del 1702, il governatore Cornbury compì un nuovo giro d'ispezione sul sito con alcuni rappresentanti delle Cinque Nazioni. In un rapporto ai Lords of Trade datato 18 giugno 1703, l'ispettore imperiale colonnello Robert Quary scrisse:
"Sua eccellenza lord Cornbury ha portato a compimento la fondazione di un forte in pietra ad Albany, e lo ha fatto nel migliore dei modi. … [Le fortificazioni danno] grande soddisfazione anche ai nostri Indiani, che ripongono la loro sicurezza in questi forti di difesa."
Negli 11 anni successivi di guerra, infatti, da New York non si ebbero incursioni né di francesi né di nativi americani.
Il porto di New York venne anch'esso fortificato con la ricostruzione di Fort William Henry sull'isola di Manhattan, oltre ad una linea di forti presso il fiume Hudson.
I timori di un attacco dal mare si reificarono il 26 luglio 1706, quando la nave francese di 16 cannoni Queen Anne apparve nei pressi di Sandy Hook, mentre una voce riportò che altre 10 navi erano state avvistate poco più distante.
Il panico venne amplificato dal fatto che le fortificazioni presso lo stretto di Verrazzano ancora non erano state completate. Nel 1703, l'Assemblea di New York aveva assegnato il compito al sindaco William Peartree di trovare la somma di 15600 sterline per completare il progetto.
Malgrado tutto questo, fortunatamente, le navi francesi salparono senza attaccare

#### I "Dissidenti" ed il rev. Francis Makemie
Malgrado la minoranza anglicana, il governatore Cornbury era determinato ad assicurare che la chiesa d'Inghilterra venisse rispettata come religione di stato anche nelle colonie. Egli rimase completamente scioccato quando notò che parte dei fondi pubblici era stata utilizzata dal suo predecessore per costruire una chiesa presbiteriana ne villaggio di Jamaica su Long Island. Il 4 luglio 1704, la chiesa e tutte le sue proprietà vennero confiscate e concesse in uso alla chiesa anglicana.
Il più famoso coinvolgimento di Cornbury in materie religiose fu però l'affare del reverendo Francis Makemie (1658-1708), il "padre del presbiterianesimo americano". Nel 1683-1706, il reverendo fondò le prime congregazioni presbiteriane in America, inizialmente nel Maryland, in Virginia e nella Pennsylvania. Passando per New York nel gennaio del 1707, il reverendo Makemie tenne un sermone in una casa privata. Nel corso della cerimonia, battezzò anche un bambino. Facendo ciò, egli violò un gran numero di leggi inglesi che proibivano la pratica delle religioni "dissidenti" da quella anglicana.
In breve tempo incrementarono le tensioni: l'Acts of Union (1706 & 1707) aveva unificato le corone d'Inghilterra e Scozia e in un unico governo. Molti scozzesi veementemente avevano protestato per questo cambiamento, in particolare i presbiteriani. Iniziarono a circolare delle voci di una rivoluzione. Gli High Tories come Cornbury gridarono a gran voce “The Church in Danger” ("La chiesa è in pericolo"). Il governatore Cornbury fece arrestare quindi prontamente il reverendo Makemie. Sette settimane dopo Makemie si trovò in tribunale di fronte alla Corte Suprema di New York ma venne assolto. Furioso, il governatore ordinò al reverendo di pagare tutte le spese del processo.
Nel frattempo, la chiesa anglicana continuò a prosperare. La Trinity Church, il primo luogo di aggregazione religiosa a New York, aprì i battenti il 3 marzo 1698. Nel 1705, il governatore Cornbury e Lewis Morris (1671-1746), un ricco proprietario terriero, aggiunsero altri 215 acri (noti come “The Queen’s Farm”) alle proprietà della Trinity Church. Il sito venne inoltre preparato per la fondazione di un college che però venne portato a compimento solo nel 1754 col nome di King’s College. Il 1 maggio 1784 il nome venne mutato in Columbia University.
Sotto il governo di Hyde venne inoltre pavimentata la prima strada della città nel 1648 da Anneke Lockermans Van Cortland. Venne quindi pavimentata a ciottoli anche l'area attorno a Trinity Church.

#### Il raid di Deerfield e l'invasione di Vetch del 1709
Quando lord Cornbury venne nominato governatore, ottenne anche l'incarico di "capitano generale di tutte le forze di terra e di mare" di tutte le colonie a nord della Virginia. Egli divenne inoltre responsabile dei preparativi difensivi per respingere gli attacchi nemici. La difesa ebbe il supporto popolare, ma le azioni di attacco vennero contrastate dai coloni che ritenevano che fossero gli inglesi a dover finanziare la loro guerra. La guerra inoltre era reputata comunque lesiva per le colonie.
La mattina del 29 febbraio 1704, un esercito di 48 soldati francesi e circa 250 nativi attaccò il villaggio di frontiera di Deerfield, Massachusetts, uccidendo 44 persone e rapendone altre 109 – circa la metà del numero degli abitanti presenti. Dall'inizio della guerra, raids minori si erano avuti nel New England verso il confine, ai quali erano stati corrisposti altrettanti raid da parte degli inglesi sui villaggi dei nativi americani. Ma l'attacco di Deerfield per la prima volta richiese notevoli forze ed il governatore del New England richiese una risposta chiara sul da farsi al governo inglese. Il governatore Joseph Dudley del Massachusetts scrisse ai Lords of Trade:  “la distruzione di Quebeck e Port Royal porrebbe per sempre fine alla guerra indiana.”
Samuel Vetch (1668-1732), un mercante di Albany che aveva fatto fortuna con la pirateria ed il mercato nero coi Francesi, si trovava nell'area. Quando il governatore Cornbury giunse nel 1702, Vetch spostò la base delle proprie operazioni a Boston. Dopo il Raid di Deerfield (1704), si offrì di utilizzare i suoi contatti nel Canada francese per liberare i prigionieri. Riuscì a tornare con alcuni abitanti salvati, ma nel contempo riempì la sua borsa vendendo armi e rifornimenti ai francesi. Quando la notizia della sua doppia faccia raggiunse Boston, venne richiamato a giudizio per tradimento. Egli si appellò con successo al verdetto del Board of Trade di Londra, affermando inoltre di stare spiando le difese dei francesi per controllarne un'eventuale preparazione dell'invasione nei territori inglesi.
Egli fece di più e di meglio: preparò un piano d'invasione dei territori francesi che venne presentato alla Board of Trade nel 1706. L'offerta a quel tempo, date le numerose vittorie conseguite anche in Europa, non venne presa in considerazione, ma l'anno successivo nuove sfortune sembrarono colpire il corso degli eventi. La Gran Bretagna ed i suoi alleati vennero pesantemente sconfitti ad Almansa (Spagna, 25 aprile 1707), Stollhofen (Svevia, 22 maggio 1707) e Toulon (Francia meridionale, 29 luglio - 21 agosto 1707), diffondendo lo sconforto nella nazione.
Le elezioni dell'aprile del 1708, posero al governo inglese una solida maggioranza Whig alla Camera dei Comuni. Nel frattempo, Abigail Masham aveva rimpiazzato Sarah Churchill come migliore amica e confidente della regina Anna.
Guidato da Charles Spencer, III conte di Sunderland (1674-1722), il “Whig Junto” sperava di spezzare lo stallo in Europa attaccando la Francia altrove. Venne quindi ripresa in considerazione l'opportunità di una spedizione nel Canada francese per ripulire l'area dell'Atlantico settentrionale dai pirati francesi che minacciavano il commercio e la pesca degli inglesi in quell'area.
Il 27 luglio 1708, Samuel Vetch ripresentò il suo piano che consisteva in una base di attacco da terra a Montréal lanciato da Albany, combinato ad un assalto via mare a Québec attraverso il fiume St Lawrence. Dalla fine di novembre, l'ex governatore whig di Maryland e Virginia, Francis Nicholson (1655-1727), diede il proprio supporto all'azione. Il piano venne approvato questa volta e Vetch con Nicholson tornarono velocemente nelle colonie per predisporre i preparativi.
Nel frattempo, a New York, il governatore tory Cornbury dovette tornare in patria proprio a causa di questa "rivoluzione whig" venendo richiamato nel giugno del 1708. Il gabinetto di governo infatti lo riteneva eccessivamente passivo sotto l'aspetto militare e molti lo criticavano per non essere stato in grado di reperire fondi adeguati per il sostentamento militare nell'area di sua competenza.
Dal giugno del 1709, il generale Nicholson, 1500 miliziani coloniali e 600 irochesi attesero presso Albany l'arrivo della flotta inglese. Ma gli uomini promessi dalla madrepatria non arrivarono perché vennero dirottati altrove, ed il gruppo dovette a questo punto sciogliersi.

### L'arresto, il ritorno in patria e la ripresa della fortuna
Quando Cornbury mise piede fuori dalla residenza del governatore per fare ritorno in patria, venne arrestato dallo sceriffo di New York City (di fazione pro-Leisler) per debiti accumulati. Come risultato, l'ex-governatore si trovava ancora in città all'arrivo del suo successore, John Lovelace, barone di Hurley (giunto il 18 dicembre 1708.) Sfortunatamente il nuovo governatore morì appena cinque mesi dopo il suo arrivo.
L'amministrazione della colonia passò a Richard Ingoldsby, che era stato vice governatore di Cornbury e suo sostenitore. Con lui la politica di Cornbury rimase immutata. I coloni continuarono a richiedere de facto l'intervento di Cornbury negli affari locali per tutto il decennio successivo.
In Inghilterra, il governo del conte di Sunderland perdurò solo per due anni. Il duca di Marlborough aveva salvato la posizione degli alleati con la strabiliante vittoria inglese nella Battaglia di Oudenarde (11 luglio 1708).
Alle elezioni generali dell'ottobre del 1710, l'ala interventista whig perse il controllo del parlamento, e venne rimpiazzata dalla piattaforma pacifista tory di Robert Harley.
Nel frattempo, anche le fortune personali di Cornbury erano migliorate. La morte di suo padre gli aveva consentito di essere incluso nella parìa godendo anche dell'immunità parlamentare (31 ottobre 1709). Al suo ritorno in Inghilterra, la regina gli concesse una pensione e un alloggio a Somerset House, una delle residenze reali. Entrò nel ministero Harley come Primo Lord dell'Ammiragliato (13 dicembre 1711).
Seppur membro del gabinetto Harley, Cornbury fu in grado di rimanere al di fuori da una serie di scandali che colpirono la leadership tory in questo periodo: il suo vecchio mentore, il duca di Marlborough, venne rimosso dai suoi incarichi di capitano generale (29 dicembre 1711), accusato di corruzione ed appropriazione indebita. Molti “High Tories” vennero implicati nella rivolta giacobita del 1715, che supportava James Francis Edward Stuart come successore legittimo della morente regina. Ed infine egli scelse di non legarsi alla South Seas Bubble, che causò la rovina e la bancarotta di molti aristocratici dell'epoca.

### Emissario speciale nell'Hannover e gli ultimi anni
Nel bel mezzo di questi tumulti politici, la regina Anna inviò Cornbury a rimpiazzare l'emissario governativo presso il suo successore, Giorgio, elettore di Hannover (1660-1727; re di Gran Bretagna nel 1714-1727). Al suo arrivo sul continente nell'agosto del 1714 e sino alla morte della regina nel novembre di quell'anno, Cornbury cenò e trascorse le sue sere con la famiglia reale. “Sua eccellenza lord Clarendon gode di ottima approvazione a corte” scrisse il suo segretario, John Gay.
Una volta che re Giorgio I ebbe assunto il trono britannico, la sua animosità verso i tories divenne evidente. Harley venne inviato alla Torre di Londra, Marlborough venne riposto come capitano generale, ed il governo passò agli Whigs sotto la guida di Robert Walpole, I conte di Orford (1676-1745).
Cornbury continuò ad essere attivo alla Camera dei Lords sino al 1720 circa. Morì in povertà a Chelsea il 31 marzo 1723 e venne sepolto presso l'Abbazia di Westminster. Poiché il figlio maggiore, Edward, era perito prima di lui il titolo andò a suo cugino Henry Hyde, IV conte di Clarendon. Attraverso sua figlia Theodosia, che sposò John Bligh, I conte di Darnley, fu antenato di molti prestigiosi discendenti tra cui i conti di Clarendon di ultima creazione (risalente al 1776).

## La reputazione

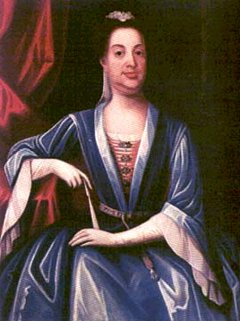
Presunto ritratto di lord Cornbury in abiti femminili, oggi conservato alla sede della New-York Historical Society

Edward con il tempo divenne un personaggio quasi leggendario di cui si raccontava la dissolutezza e l'estrema corruzione facendolo apparire, quasi, come uno dei peggiori governatori delle colonie americane. I primi resoconti riportano che egli abbia preso varie tangenti e saccheggiato il tesoro pubblico. Lo storico e politico del XIX secolo, George Bancroft, e altri storici diedero giudizi analoghi su di lui puntando anche sulla sua, presunta, passione per i vestiti da donna che gli fece guadagnare parecchi caustici giudizi.
Si racconta che nel 1702 Edward aprì i lavori dell'Assemblea legislativa di New York con un vestito da donna, un copricapo e un ventaglio il tutto ad imitazione della regina Anna e si dice anche che quando venne redarguito per tale scelta egli si giustificò asserendo che egli era lì per rappresentare proprio la regina. Anche al funerale della moglie si racconta che sia andato vestito da donna e fu infine il continuo lamentarsi dei coloni che spinse la regina a rimuoverlo dall'incarico.
Più di recente le accuse a suo carico sono state riesaminate e alcuni storici le ritengono basate su prove troppo labili. Tre eminenti membri delle colonie verso la fine del suo mandato si scrissero delle lettere circa la sua propensione agli abiti femminili ed anche le prove a carico dell'incasso di tangenti si riducono a pochi documenti e questo è tutto quello che c'è nei documenti a lui coevi.
Presso la New-York Historical Society v'è un ritratto di uomo in abito da donna che uno studioso della Royal Historical Society ritiene rappresenti proprio Edward ritenendo anche che questo renda inconclusivo il lavoro assolutorio di cui sopra.

## Matrimonio e figli
Edward Hyde si sposò il 10 luglio 1685 con Katherine O’Brien, VIII baronessa Clifton (22 gennaio 1663 – 11 agosto 1706),, figlia di Henry O'Brien, lord Ibrackan, VII conte di Thomond. Ella morì a New York City e venne sepolta nella Trinity Church di New York.
La coppia ebbe i seguenti figli:
- Catherine Hyde (1689-1708)
- Mary Hyde (-1697)
- Edward Hyde, visconte Cornbury e IX barone Clifton (1691-febbraio 1713), morto senza essersi mai sposato e senza eredi, di febbre.
- Theodosia Hyde, X baronessa Clifton (9 novembre 1695 – 30 luglio 1722), sposò nell'agosto del 1713 John Bligh, I conte di Darnley (1687-1728).